# Fusil largo
El fusil largo (también conocido como fusil Kentucky)  es un tipo de fusil de avancarga empleado por civiles y militares. Se caracteriza por un cañón inusualmente largo, que se cree que era un desarrollo característico de los fusiles norteamericanos y que no era habitual en los fusiles europeos de la época.
El fusil largo es un primigenio ejemplo de arma de fuego con cañón de ánima rayada. Estas le imprimían al proyectil, usualmente una bola de plomo, un movimiento giratorio que incrementaba la estabilidad de su trayectoria. Una trayectoria más estable significaba una mayor precisión respecto a los más disponibles mosquetes de ánima lisa empleados en el mismo período. Las armas con cañón de ánima rayada fueron empleadas en combate por primera vez en las Trece Colonias durante la Guerra franco-india y posteriormente en el siglo XVIII durante la Guerra de Independencia de los Estados Unidos.
Hasta el desarrollo de la bala Minié a mediados del siglo XIX, la principal desventaja de un fusil en comparación con un mosquete era su lenta recarga debido al empleo de una bola de plomo que encajase en las estrías y a la alta probabilidad de acumularse suciedad en el ánima después de un empleo prolongado, que eventualmente imposibilitaría la recarga y dejaría inutilizado el fusil hasta que fuese limpiado. La adopción de la bala Minié básicamente anuló estas desventajas y permitió que el fusil reemplazase por completo al mosquete.
El fusil largo fue popularizado por armeros alemanes que habían emigrado a la América británica, llevando consigo la tecnología del estriado. La precisión obtenida por el fusil largo hizo que fuese una herramienta ideal para la caza de animales comestibles en las colonias.
El fusil largo estadounidense, habitualmente conocido, aunque incorrectamente, como el "fusil de Kentucky", fue descrito por el capitán John G. W. Dillin en la dedicatoria de su libro de 1924 The Kentucky Rifle:

A partir de una barra plana de hierro blando, forjada manualmente en un cañón; laboriosamente perforado y estriado con toscas herramientas; equipado con una culata hecha a partir de un arce del bosque vecino; y suplementado con una llave martillada sobre el yunque; un armero desconocido, en un taller hace ya mucho tiempo desaparecido, concibió un fusil que cambiaría por completo el curso de la historia mundial; hizo posible el poblamiento de un continente; y finalmente liberó a nuestro país de la dominación extranjera.
Con peso ligero; de líneas gráciles; económico en el consumo de pólvora y plomo; fatalmente preciso; característicamente estadounidense;de inmediato se hizo popular; y por cien años fue un modelo con frecuencia ligeramente variado pero nunca cambiado radicalmente.

## Orígenes
El fusil largo se desarrolló a inicios de la década de 1700 en el sureste de Pensilvania, la frontera norteamericana de aquel entonces. Continuó desarrollándose técnica y artísticamente, hasta que pasó de moda en el siglo XIX. Fuertes bolsones de producción y empleo del fusil largo continuaron hasta bien entrado el siglo XX en los Montes Apalaches de Virginia, Tennessee, Kentucky, Ohio y Carolina del Norte, como un arma de fuego práctica y eficiente para aquellas regiones rurales de los Estados Unidos. Los fusiles largos podían producirse artesanalmente con herramientas manuales, en un asentamiento de la frontera.
El fusil largo fue obra de los armeros alemanes que emigraron a los nuevos asentamientos del sureste de Pensilvania a inicios de la década de 1700, y más tarde a Virginia y otros territorios. Los registros fiscales de estos lugares indican las fechas cuando estos armeros estuvieron en actividad.
Inicialmente el arma predilecta en la frontera era el mosquete, o arma de intercambio, producido en fábricas de Inglaterra y Francia, y enviado a las colonias para su venta. Gradualmente, los fusiles largos se volvieron más populares debido a su mayor alcance efectivo. Mientras que el mosquete tenía un alcance efectivo de menos de 91,44 m (100 yardas), un fusilero podía impactar un blanco del tamaño de un hombre a una distantcia de 182,88 m (200 yardas) o más. El precio de esta precisión era un tiempo de recarga más largo. Mientras que el mosquete podía ser recargado en aproximadamente 20 segundos, el fusil largo precisaba más tiempo para el cazador promedio.
En Pensilvania, los primeros armeros que fueron documentados eran Robert Baker y Martin Meylin. Robert Baker formó una sociedad con su hijo Caleb, y el 15 de agosto de 1719 levantaron un molino perforador de cañones junto al arroyo Peques. En los registros fiscales del condado de Berks, Pensilvania, figuran varios armeros que ejercían su oficio a lo largo de las orillas del arroyo Wyomissing.
La armería de Martin Meylin fue construida en 1719, y aquí fue donde el armero mennonita de ascendencia suizo-alemana produjo algunos de los primigenios fusiles de Pensilvania y posiblemente el primero de ellos. La armería de Martin Meylin aún se encuentra hoy en Willow Street, Pensilvania, junto a la carretera Long Rifle. La Sociedad Histórica del Condado de Lancaster posee un fusil largo de Pensilvania original, producido por Meylin, que fue heredado por la familia durante siete generaciones antes de ser donado a la sociedad a mediados del siglo XX. Un documento que describe la historia de Meylin, la armería y las excavaciones arqueológicas a su alrededor está disponible en la página web de la Universidad de Millersville.
Algunos historiadores han escrito que el papel de Martin Meylin como uno de los primeros armeros del condado de Lancaster no está del todo claro. El argumento es que el testamento de Martin Meylin padre no hace mención alguna de herramientas de armero, mientras que el testamento de Martin Meylin hijo está lleno de menciones sobre herramientas de armero, por lo que la referencia a Meylin como armero debe atribuirse correctamente a su hijo.
Existe documentación que indica que los primeros 'fusiles de Kentucky' de alta calidad fueron producidos por un armero llamado Jacob Dickert, que en 1740 se mudó con su familia desde Alemania al condado de Berks, Pensilvania. El nombre 'fusil Dickert' era considerado una 'marca registrada' y el nombre 'fusil de Kentucky' no fue acuñado hasta mucho después (alrededor de la década de 1820), pasando a ser el alias más aceptado de este fusil. La principal razón es porque Dickert fabricó fusiles para el Ejército Continental y posteriormente obtuvo un contrato, fechado en 1792, para suministrar fusiles al Ejército de los Estados Unidos. En internet hay referencias a un "fusil Deckhard o Deckard", que son imprecisas porque no existen registros fiscales de burgo, pueblo o ciudad que atestigüen este nombre en aquella ubicación o período.
Entre los fabricantes de fusiles en actividad documentados figura Adam Haymaker, que tenía un floreciente negocio al norte del valle del Shenandoah en Virginia, y las armerías moravas de Christian's Spring en Pensilvania y el área de Salem en Carolina del Norte.[cita requerida] Todas las tres áreas eran ocupados y productivos centros de fabricación de fusiles hacia la década de 1750. La Gran Ruta de Carretas fue una floreciente vía de frontera, y las armerías seguían la misma ruta - desde Pensilvania oriental, bajando por el valle del Shenandoah y dividiéndose en el desfiladero de Cumberland hacia Kentucky y el área del río Yadkin (Salem) de Carolina del Norte.
Los colonos de Virginia occidental, Tennessee y Carolina del Norte, rápidamente se ganaron una reputación de independencia y habilidad con el fusil como una forma de vida, reforzada por el desempeño de los fusileros en la Guerra de Independencia de los Estados Unidos, especialmente los Fusileros de Morgan, quienes jugaron un importante papel en las batallas de Saratoga y Cowpens, así como en la Guerra anglo-estadounidense de 1812.[cita requerida] En aquella guerra, el fusil largo se ganó su apodo más conocido de "fusil de Kentucky" gracias a la canción popular "The Hunters of Kentucky", que trata sobre Andrew Jackson y su victoria en la Batalla de Nueva Orleans.[cita requerida] El fusil largo también fue empleado por los texanos en su guerra de independencia de México.
La razón para el característico cañón largo de este fusil era un asunto de adaptación de los armeros alemanes que emigraron al Nuevo Mundo. Los armeros alemanes que trabajaban en Norteamérica estaban muy acostumbrados a los fusiles alemanes, que a veces tenían cañones con una longitud de 762 mm (30 pulgadas) o más, siendo armas de grueso calibre que empleaban grandes cantidades de plomo. Los bosques del Nuevo Mundo eran vastos y los cazadores precisaban transportar más suministros con ellos. Los fusiles de pequeño calibre les ofrecían más munición y reducían la cantidad de peso que tenían que transportar durante una cacería. El cañón más largo le daba más tiempo para arder a la pólvora negra, aumentando la velocidad de boca y la precisión. Una regla general empleada por algunos armeros era producir un fusil que no sea más largo que la mandíbula del cliente, debido a la necesidad de ver la boca del cañón al recargar. Además, el cañón más largo permitía una puntería más fina. Hacia la década de 1750, era habitual ver a colonos portando el nuevo y característico tipo de fusil.  

### El fusil evoluciona a nuevas formas
El Ejército estadounidense empezó a modificar el "fusil de Kentucky" en 1792, acortándo su cañón a 1.066,82 mm (42 pulgadas) en su Fusil de contrato de 1792. La expedición de Lewis y Clark llevó una versión aún más corta, con cañón de 838,20 mm-914,40 mm (33-36 pulgadas), similar al Harpers Ferry Modelo 1803 que entró en producción seis meses después que Lewis visitase el arsenal. El Modelo 1803 se parece a lo que sería el "fusil de las llanuras".
El fusil Hawken o "fusil de las llanuras" era una variante carabina, más corta. Era popular en el siglo XIX entre los hombres de las montañas y los tramperos. Los hermanos Hawken (Samuel y Jacob) eran dos de los varios armeros famosos que trabajaron en Saint Louis en las décadas de 1830-1860. Muchos armeros de renombre, como Horace (H.E) Dimick y J. P. Gemmer, produjeron fusiles largos "cortos" potentes y portátiles para el comercio de pieles en las Montañas Rocosas, exploración tierra adentro y los convoyes de inmigrantes transcontinentales. El fusil de las llanuras combinaba precisión con portatilidad, en un conjunto más compacto que los sumamente largos fusiles a partir de los cuales había evolucionado. Mientras que varios fusiles de las llanuras fueron construidos para disparar balas pesadas contra presas peligrosas, la mayoría estaban calibrados para balas de 10 mm (.40) empleadas en la cacería de presas medianas. Los fusiles "de Kentucky" solían ser más delgados y elegantes que las posteriores variantes más voluminosas y de cañón corto del fusil Hawken. El Hawken evolucionó a partir del fusil de Kentucky para emplearse contra las más grandes y peligrosas presas que habitaban en el oeste. Como disparaba balas más pesadas y de mayor calibre con mayor carga propulsora, el espesor del cañón fue reforzado y la longitud del cañón del Hawken fue acortada para que su peso sea manejable.

## Características
Artísticamente, el fusil largo es conocido por su grácil culata, con frecuencia hecha de madera de maple flamígero y tallada, incrustaciones decorativas y un compartimiento de tacos integrado en la culata. Las artes decorativas de la mueblería, pintura, platería, armería y otras, seguían los estilos prevalentes de la época. Los motivos barrocos y más tarde rococó se abrieron paso en todas las artes decorativas, pudiéndose ver en los adornos de acanto tan comunes en los muebles y la platería del siglo XVIII. Los mejores fusiles largos norteamericanos están tan decorados como un gabinete Tallboy de Filadelfia o un guardajoyas.
Inicialmente bastante sencillos, para la década de 1770 cada superficie del fusil podía tener decoraciones. Un armero competente también debía ser un hábil herrero, hojalatero, tallador de madera, fundidor de plata y latón, grabador y laqueador. Las armerías europeas de la época tenían una importante especialización de los oficios, haciendo que diferentes artesanos construyan cada fusil. La frontera norteamericana no tenía tales lujos, y con frecuencia un solo armero producía el fusil, un proceso casi olvidado entre los armeros del siglo XVIII. La llave de chispa, con su mecanismo de resorte y gatillo de acción simple, era frecuentemente comprada al por mayor de Inglaterra por los armeros, para luego incorporarla en un elaborado fusil. Las primeras llaves eran importadas, pero con el paso de los años la producción local de llaves se incrementó en Norteamérica entre los armeros más experimentados.
Para ahorrar plomo en la frontera, se preferían armas de pequeño calibre, abarcado con frecuencia desde unos 7,65 mm (.32) hasta 11,43 mm (.45). Como el fusil se desgastaba por el uso, con la corrosión causada por disparar pólvora negra haciendo que el ánima se ensanche, no era extraño ver a muchos fusiles recalibrados para bolas de mayor calibre, a fin de que el fusil siga disparando con precisión. Muchas réplicas de fusiles de Kentucky históricos son de calibre 12,7 mm (.50).
Según los expertos modernos, el fusil largo tiene un alcance de 73,15 m a 91,44 m (80 a 100 yardas). Estas cifras eran para el tirador promedio. Un tirador entrenado y experimentado que sabía tomar en cuenta las variables de la carga propulsora, viento, caída de la bola y otras, fácilmente podía incrementar el alcance medio del fusil largo a 182,88-274,32 m (200-300 yardas). En 1778, durante el sitio de Boonesborough, uno de los oficiales de la fuerza de asalto conjunta británica/shawnee estaba oculto detrás de un árbol. Él asomó la cabeza y fue abatido al instante por una bola en su frente disparada por Daniel Boone, que era conocido por disparar siempre la misma cantidad de pólvora negra en su fusil. Este disparo fue confirmado posteriormente por testigos de ambos bandos y la distancia fue de 228,6 m (250 yardas). Al impactar un blanco con tanta precisión a semejante distancia, probablemente haría que el fusil de Kentucky sea comparable en alcance máximo efectivo con el fusil Baker británico entre 274,32 m a 365,76 m (300 a 400 yardas).
Aunque menos utilizadas o vistas en la frontera, el estilo del fusil de Kentucky también fue empleado en pistolas de chispa durante la misma época.[cita requerida] Estas pistolas frecuentemente hacían juego con un fusil de Kentucky del mismo calibre, permitiéndole al usuario disparar una bola de plomo común.[cita requerida] Con las mismas empuñaduras gráciles, estilo de cañón y decoración, eran bastante delgadas y tenían un cañón de ánima estriada más largo con mejores mecanismos de puntería que las primeras pistolas de chispa estilo Colonial. También se hicieron juegos de pistolas de duelo al estilo de los fusiles de Kentucky, a veces con su estuche, para caballeros adinerados.

## Declive y renacimiento
En el siglo XX, se producían pocos fusiles largos de forma tradicional, salvo en bolsones aislados de los Montes Apalaches. Quedaban pocos armeros que podían construir un fusil largo. El interés popular en el tiro, así como el sesquicentenario de la independencia de Estados Unidos en 1925-1933 impulsó el interés en los orígenes del 'fusil largo estadounidense'. Una de las primeras evidencias de este renovado interés fue la obra pionera The Kentucky Rifle, escrita en 1924 por el Capitán John G.W. Dillin. Los pioneros de la cultura del fusil largo a inicios del siglo XX fueron Walter Cline, Horace Kephart, Ned Roberts, Red Farris, Hacker Martin, Bill Large, Jack Weichold, Ben Hawkins, D.C. Addicks, L.M. Wolf, Dave Taylor, Win Woods y Alvin Wagner.
Durante el siglo XX, muchas personas trabajaron en ampliar el conocimiento sobre el 'fusil largo estadounidense' y recrearlo empleando las técnicas de los siglos XVIII y XIX. Entre los más conocidos figuran Joe Kindig Jr, George Shumway, Earl Lanning, Wallace Gusler, John Bivins, Garry Brumfield y muchos otros. en 1965, Wallace Gusler, como el primer maestro de la Armería en Colonial Williamsburg, fue el primero en recrear un 'fusil largo estadounidense' con herramientas y técnicas del siglo XVIII en tiempos modernos. La película de 1968 "Armero de Williamsburg", registra la producción enteramente artesanal, de su segundo fusil largo. Esta película ha sido redistribuida en DVD y está disponible en diversas fuentes de internet. Desde entonces, estos hombres entrenaron a muchos otros pioneros del renacimiento de la cultura del fusil largo. De la armería de Colonial Williamsburg, bajo Wallace Gusler y Gary Brumfeld, salieron Dave Wagoner, Jon Laubach, George Suiter, Clay Smith y Richard Frazier. Estos son los únicos hombres que salieron de la armería y han producido hasta la fecha un fusil totalmente artesanal. Además de su influencia en su popular serie de artículos para Rifle Magazine y su trabajo en el Museum of Early Southern Decorative Arts (MESDA), John Bivins entrenó a los sobresalientes armeros Jim Chambers y Mark Silver. Entonces surgieron otros armeros, como Earl Lanning, Keith Casteel, Hershel y Frank House, Jack Brooks, Jud Brennon, Ron Ehlert, Robert Harn, Troy Roope y varios más. Sus obras y las de otros pueden verse en el libro Three Centuries of Tradition: The Renaissance of Custom Sporting Arms in America, publicado por el Instituto de Arte de Minneapolis y la editorial Scala Publishers, Ltd.
Mientras que durante 50 años muchos grandes armeros ayudaron a revivir la recreación del 'fusil largo estadounidense' históricamente correcto, hay muchos nuevos armeros tales como Allen Martin, Eric Kettenburg, Jim Kibler, Mark Wheland, Ken Eckenroth y otros. El número de armeros continúa creciendo, como lo evidencian los foros de AmericanLongrifles.org, que sirven a los constructores de armas de avancarga tradicionales, con más de 3.000 miembros, incluso la mayoría de los más conocidos armeros hoy en vida. La página web AmericanLongrifles.org (ALR) fue iniciada por Mark Elliot en 1997, al mismo tiempo que Gordon Barlow creaba la Contemporary Longrifle Association (CLA). La CLA es una organización con membrecía, compuesta por historiadores, coleccionistas y artesanos que producen recreaciones contemporáneas (siglo XX al presente) del 'fusil largo estadounidense', sus accesorios y otras armas y oficios anteriores a 1840. Las multitudes que cada agosto llenan el Centro de Convenciones de Lexington, Kentucky, son evidencia de la popularidad del 'fusil largo estadounidense' contemporáneo y los oficios tradicionales. Además hay empresas dedicadas a la venta de suministros para armas de avancarga, tales como Dixie Gun Works y Track of the Wolf Luego hay numerosas empresas que comercializan piezas para armas de avancarga, tales como Jim Chambers Flintlocks, R.E. Davis, y L&R, en lo que a llaves de chispa y percusión respecta; Getz, Rice, Rayl, y otras ofrecen cañones, mientras que Dunlap Woodcraft, Tiger Hunt, y Freddie Harrison venden culatas. También hay centenares de artesanos que producen pequeñas piezas y suministros para empresas más grandes como Track of the Wolf, Dixie Gunworks, Dixons Muzzleloading Shop, Stonewall Creek Outfitters, Tip Curtis y otras.
El 'fusil largo estadounidense' continúa siendo recreado al presente.

## En la cultura popular
- La trama de la película de 1955 Kentucky Rifle gira alrededor de una carreta que transporta 100 fusiles largos. El fusil, que en realidad es el principal protagonista de la película, es mostrado desde todos los ángulos e incluso es objeto de líricos monólogos descriptivos por parte del veterano actor Chill Wills.
- En el programa Antiques Roadshow, un fusil Kentucky de 1810 fue tasado en 20.000 dólares.
- La novela El último mohicano (1826), de James Fenimore Cooper (al igual que las películas basadas en esta) tiene como protagonista a Hawkeye, que utiliza un fusil largo (interpretado por Daniel Day-Lewis en la película de 1992) y es apodado por los otros personajes como Le Longue Carabine (Fusil largo).
- El fusil Kentucky fue empleado en el quinto episodio del programa Top Shot de History Channel
- El fusil largo fue empleado por las fuerzas de George Washington en el primer episodio de la tercera temporada del programa Deadliest Warrior.